# SIGLECL1
SIGLECL1 (англ. SIGLEC family like 1) – білок, який кодується однойменним геном, розташованим у людей на довгому плечі 19-ї хромосоми. Довжина поліпептидного ланцюга білка становить 197 амінокислот, а молекулярна маса — 21 283.
| 10         |  | 20         |  | 30         |  | 40         |  | 50         |
| ---------- |  | ---------- |  | ---------- |  | ---------- |  | ---------- |
| MLPLLQLVPA |  | KLLNSSCSLE |  | KTLQCSCSFH |  | GIPTPSVQWW |  | MGGVPVGVDG |
| MDGSLQVTST |  | MLGPWANSTI |  | SLTEEPEMGM |  | RLLCEGKNQN |  | GTHALSILLM |
| SRKSSLAAQA |  | FVKGLIQGAI |  | YAGIVIALLF |  | LCLLPLIVKH |  | IRKKQAKKAA |
| AIRAKKSSKV |  | RASQELEMSL |  | KPEEPGKPVV |  | ATFSESRILE |  | KQDKRAS    |

A: Аланін

C: Цистеїн

D: Аспарагінова кислота

E: Глутамінова кислота

F: Фенілаланін

G: Гліцин

H: Гістидин

I: Ізолейцин

K: Лізин

L: Лейцин

M: Метіонін

N: Аспарагін

P: Пролін

Q: Глутамін

R: Аргінін

S: Серин

T: Треонін

V: Валін

W: Триптофан

Локалізований у мембрані.